# Carl and the Passions-"So Tough"
Carl and the Passions-"So Tough", album utgivet 15 maj 1972 av The Beach Boys. Albumet var gruppens tjugoförsta LP och det producerades av The Beach Boys gemensamt.
Det är antagligen det Beach Boys-album som låter minst så som The Beach Boys brukar låta. I januari 1972 hade Bruce Johnston lämnat gruppen på grund av missnöje med den nye managern Jack Rieley. Gruppen hade istället fått två nya medlemmar: Ricky Fataar (senare medlem av The Rutles) och Blondie Chaplin (född i Sydafrika).
Namnet på albumet, Carl and the Passions, anspelar på att The Beach Boys hette så under en kort period 1961 innan man antog sitt definitiva namn.
Albumet nådde Billboard-listans 50:e plats.
På englandslistan nådde albumet 25:e plats.

## Låtlista
1. You Need A Mess Of Help To Stand Alone (Brian Wilson/Jack Rieley)
2. Here She Comes (Ricky Fataar/Blondie Chaplin)
3. He Come Down (Brian Wilson/Al Jardine/Mike Love)
4. Marcella (Brian Wilson/Jack Rieley/T. Almer)
5. Hold On Dear Brother (Ricky Fataar/Blondie Chaplin)
6. Make It Good (Dennis Wilson/D. Dragon)
7. All This Is That (Al Jardine/Carl Wilson/Mike Love)
8. Cuddle Up (Dennis Wilson/D. Dragon)